# كريس ماكغراث
كريس ماكغراث (بالإنجليزية: Chris McGrath)‏ هو لاعب كرة قدم بريطاني في مركز الوسط، ولد في 29 نوفمبر 1954 في بلفاست في المملكة المتحدة. شارك مع منتخب أيرلندا الشمالية لكرة القدم. أما مع النوادي، فقد لعب مع تلسا رافنكس وتوتنهام هوتسبير ومانشستر يونايتد ونادي جنوب الصين ونادي ميلوول.